# 25519 Bartolomeo
25519 Bartolomeo este un asteroid din centura principală de asteroizi.

## Descriere
25519 Bartolomeo este un asteroid din centura principală de asteroizi. A fost descoperit pe 7 decembrie 1999 la Socorro, New Mexico, în cadrul proiectului LINEAR. Asteroidul prezintă o orbită caracterizată de o semiaxă mare de 2,46 ua, o excentricitate de 0,10 și o înclinație de 2,6° în raport cu ecliptica.